# Rue Lally-Tollendal
La rue Lally-Tollendal est une voie du 19e arrondissement de Paris, en France.

## Situation et accès
La rue Lally-Tollendal est une voie publique située dans le 19e arrondissement de Paris. Elle débute au 71, rue de Meaux et se termine au 38, avenue Jean-Jaurès. À proximité de la rue Armand-Carrel qu'elle croise, la rue possède une fontaine Wallace.

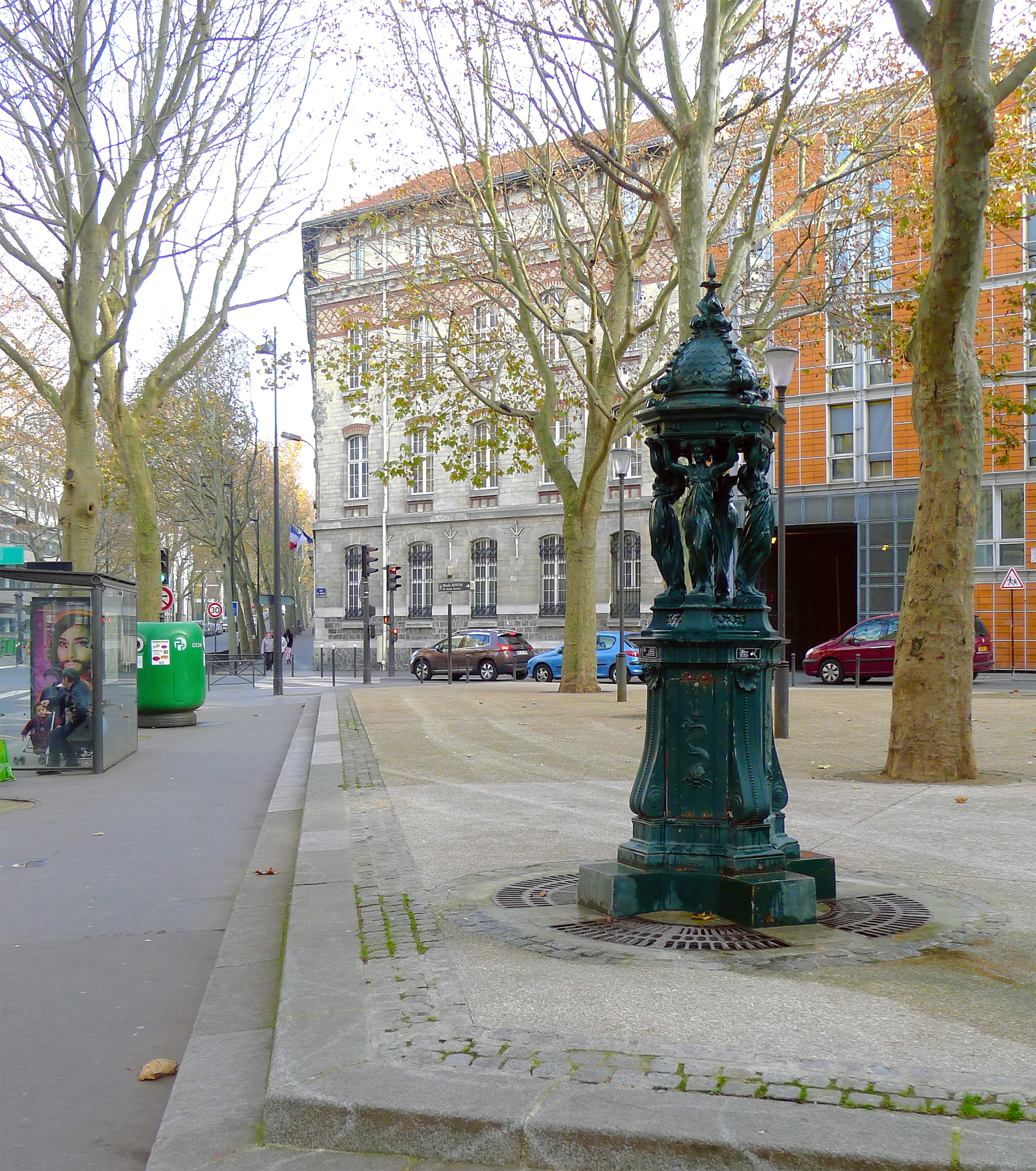
Fontaine Wallace.

## Origine du nom
Elle porte le nom du général français d'origine irlandaise Thomas Arthur de Lally-Tollendal (1702-1766),  qui fut gouverneur des Indes françaises.

## Historique
Cette voie de l'ancienne commune de La Villette alors dénommée « rue de Sébastopol » ou « rue Fournier » est classée dans la voirie parisienne par un décret du 23 mai 1863 avant de prendre sa dénomination actuelle par un décret du 10 février 1875.